# 괴물 이야기
《괴물 이야기》(化物語 바케모노가타리[*])는 일본의 소설가 니시오 이신이 2006년부터 고단샤를 통해 연재하고 있는 소설인 〈이야기〉 시리즈 중 하나이다. 타이완의 삽화가 VOFAN이 일러스트를 담당하였으며 이를 바탕으로 2009년 7월부터 샤프트가 애니메이션으로 제작해 방영했다. 대한민국에는 학산문화사에서 정식으로 발매되었다.

## 개요
《괴물 이야기》는 과거 흡혈귀가 됐었던 과거를 지닌 주인공 아라라기 코요미가 다섯 인물에게 관련된 괴이한 이야기를 풀어가며 진행되는 이야기를 중심으로 하고 있다. 5명은 각기 독립적인 부제를 가지고 있는데 스토리는 독립적이나 각 인물간의 관련성을 다소 가지고 있다.
전체의 스토리 중 앞부분인 아라라기–하네카와–시노부(흡혈귀) 간의 스토리는 하네카와의 《고양이 이야기(흑)》(猫物語(黑) 네코모노가타리(흑)[*])와 시노부의 《상처 이야기》(傷物語 키즈모노가타리[*])로 이어지며 오시노 메메가 마을을 떠난 이후의 이야기는 《가짜 이야기》(偽物語 니세모노가타리[*])로 이어진다.
기본은 미스터리이지만 인물간의 대화에 다소간의 코믹적인 요소가 포함되어 있어 지루함, 긴장감을 풀어주는 역할을 하고 있는 것이 특징이다.

## 줄거리
고교 3학년에 재학 중인 아라라기 코요미는 어느 날 같은 반의 센조가하라 히타기가 가진 어느 '괴이'에 대해 알게된다. 그녀는 아라라기의 입에 스테이플러와 커터칼을 집어넣으며 비밀에 대해 무시할 것을 강요하지만, 그는 그녀와 비슷한 '괴이'를 가지고 있었기에 그런 협박에도 불구하고 그녀를 돕는다. 그녀를 돕는 방법은 오시노 메메에게 소개하여 그의 퇴치법대로 도움을 주는 것. 코요미는 센조가하라 히타기가 가진 괴이 사건을 해결한 이후에도 하치쿠지 마요이, 센고쿠 나데코, 칸바우 스루가, 하네카와 츠바사등 주변의 괴이를 가진 소녀들을 돕는다.

## 작품 속 사건 순서
| 일시                             | 사건 | 작품명                           |
| -------------------------------- | --- | -------------------------------- |
| 3월 25일 (고등학교 2학년 종업식) | 코요미, 우연히 츠바사의 속옷을 보게 된 계기로 그녀와 친구가 되다. | 상처 이야기                      |
| 3월 26일                         | 코요미, 키스샷 아세로라오리온 하트언더블레이드를 도운 뒤 흡혈귀가 된다.                                                                                               | 상처 이야기                      |
| 3월 28일                         | 코요미, 흡혈귀 퇴치의 전문가에게 습격당하지만 메메에게 도움을 받는다.                                                                                                 | 상처 이야기                      |
| 4월 7일                          | 키스샷에 관한 일련의 사건 해결. 키스샷은 거의 모든 힘을 잃어 빈껍질과 다름없는 상태의 존재가 되며, 코요미는 흡혈귀의 능력을 조금 남기는 대신 인간 비슷한 존재가 된다. | 상처 이야기                      |
| 4월 8일 (고등학교 3학년 시업식)  | 코요미와 츠바사가 같은 반이 되다. | 상처 이야기                      |
| 4월 29일                         | 츠바사가 고양이의 괴이에 홀린다. | 고양이 이야기(흑)                |
| 5월 7일                          | 시노부의 도움에 의해 츠바사의 사건은 일단 해결된다. | 고양이 이야기(흑)                |
| 5월 8일                          | 코요미, 히타기를 만나다. | 괴물 이야기(상)                  |
| 5월 14일                         | 코요미, 마요이를 만나다. | 괴물 이야기(상)                  |
| 5월말                            | 코요미, 스루가를 만나다. | 괴물 이야기(상)                  |
| 6월 11일                         | 코요미, 나데코를 만나다. | 괴물 이야기(하)                  |
| 6월 13일                         | 코요미, 히타기와 첫 데이트. | 괴물 이야기(하)                  |
| 6월 14일                         | 츠바사에게 다시 고양이의 괴이가 나타나다. 시노부의 도움으로 사건해결. 메메, 마을을 떠난다.                                                                            | 괴물 이야기(하)                  |
| 7월 29일                         | 코요미, 히타기에게 감금당하다. 그 시각에 카렌이 벌의 이형의 독에 시달린다.                                                                                            | 가짜 이야기(상)                  |
| 8월 14일                         | 코요미, 요츠루와 요츠키를 만나다. | 가짜 이야기(하)                  |
| 8월 20일                         | 코요미, 마요이를 납치하듯 집으로 초대하다. 잠시 후 요츠키를 다시 만나다.                                                                                              | 괴짜 이야기                      |
| 8월 21일 (새벽)                  | 코요미, 시노부와 함께 11년 전으로 시간이동하다. | 괴짜 이야기                      |
| 8월 21일 (낮)                    | 코요미, 시노부와 함께 본래의 시간으로 돌아오다. 코요미, 마요이와 만나서 그녀를 다시 집으로 데리고 왔을 때 '어둠'과 만나다. 그 시각에 츠바사의 집에 화재가 발생하다    | 귀신 이야기 고양이 이야기(백)    |
| 8월 23일                         | 스루가, 코요미의 부름을 받아 학원폐허로 달려오다. 잠시 후 츠바사의 호랑이 괴이가 학원폐허에 화재를 일으키다.                                                          | 끝 이야기 (중) 고양이 이야기(백) |
| 10월 하순(?)                     | 코요미, 스루가를 통해 오시노 오우기를 소개받다. | 끝 이야기 (상)                   |
| 10월 31일                        | 나데코, 쿠치나와(クチナワ) 괴이의 환각을 보다. | 오토리모노가타리                 |
| 1월 1일                          | 히타기, 데이슈에게 나데코를 속여달라고 부탁하다. | 사랑 이야기                      |
| 2월 1일                          | 데이슈, 나데코를 설득하여 인간으로 돌아오게 하다. | 사랑 이야기                      |
| 2월 13일                         | 코요미, 거울에 자신의 몸이 비춰지지 않는 현상을 자각하다. | 빙의 이야기                      |
| 3월 13일                         | 코요미, 마요이를 다시 만나다. | 끝 이야기 (하)                   |
| 4월 9일                          | 스루가, 로우카를 만나다. | 꽃 이야기                        |

《코요미모노가타리》는 상기에 기록된 여러 사건들의 외전격 이야기로써, 12개의 짤막한 이야기가 여러 사건들의 중간중간에 포진되어 있다.
다음은 카부키모노가타리에 벌어진 사건의 시간 순서이다.
| 일시                   | 사건 |
| ---------------------- | --- |
| 8월 21일 오전 0시 무렵 | 코요미, 시노부와 함께 키타시라헤비신사에서 시간이동을 시도하다. |
| 11년 전 5월 13일       | 코요미, 시노부와 함께 평행 세계의 11년 전으로 시간이동해 오다. |
| 11년 전 5월 14일       | 코요미와 시노부, 평행 세계의 마요이의 사고를 막는 것에 성공하다. |
| 5월 14일               | 평행 세계의 코요미가 마요이를 만나지 못하다. |
| 6월 14일               | 평행 세계의 시노부, 가출하다. 평행 세계의 마요이는 코요미를 알지 못하기 때문에 시노부를 찾아주지 못하다. 평행 세계의 츠바사의 괴이, 평행 세계의 코요미를 살해하다. 평행 세계의 시노부, 세계를 멸망시키다. 이후 자살을 시도하나, 미수에 그치다. |
| 8월 21일               | 코요미와 시노부, 마요이의 사고를 막은 후 다시 (평행세계의) 현재시간으로 돌아오다. |
| 8월 26일               | 코요미와 시노부, 평행 세계의 성장한 마요이를 만나다. 같은 날 밤, 평행세계의 시노부를 만나 그 세계를 멸망에서 구해내다. |
| 8월 21일 아침          | 코요미와 시노부, 본래 살던 세계 & 본래 살던 시간으로 돌아오다. |

## 등장인물
아라라기 코요미 (阿良々木 暦 아라라기 코요미[*])
성우 - 카미야 히로시
이야기 시리즈의 메인 주인공. 가족으로는 부모님과 파이어 시스터즈로 불리는 '아라라기 카렌 & 아아라기 츠키히'가 있다. 오지랖이 넓고 남을 도와주는걸 좋아하는 성격이라 2학년말 봄방학때 '하네카와 츠바사'와 함께 전설적인 괴이 살해자인 흡혈귀 『키스샷 아세로라오리온 하트언더블레이드』와 엮이게 되어 사건에 휘말리게 된다. 요약하자면 키스샷에 의해 흡혈귀가 돼버린 코요미가 키스샷의 육체 각부위를 가져가버린 뱀파이어 헌터인 드라마 투르기, 에피소드, 기요틴 커터를 뒤쫓게 되고 이과정에서 괴이 전문가인 오시노 메메와 만나게 된다는 흐름. 결국 오시노의 도움과 본인의 노력으로 인해 본래의 모습으로 돌아오고 키스샷과의 관계도 좋은방향으로 정리하여 평화로운 나날을 되찾게 된다. 참고로 오시노의 도움으로 흡혈귀에선 벗어났지만 흡혈귀였던 흔적은 남아서 상처 회복률이 무척 빠르고 보통사람보다 힘이 세다.
이후 주변인물들과 관련된 괴이사건에 엮이면서 대활약하게 된다. 이 과정에서 센조가하라와는 연인관계로 발전하였지만, 하치쿠지의 가슴을 만지며 변태적인 행각을 하는등 글러먹은 일면이 있다.
센조가하라 히타기 (戦場ヶ原 ひたぎ 센조가하라 히타기[*])
성우 - 사이토 치와
첫 번째 에피소드 '히타기 크랩'의 메인 여주인공. 게(神) 괴이와 마주친 소녀. 주인공 아라라기 코요미와는 1학년 때부터 쭉 같은 반인 소녀로, 반에서는 항상 책만 읽는 몸이 약한 여학생으로 통하고 있었다. 그러던 어느날, 바나나 껍질을 밟고 실족해 떨어지는 그녀를 아라라기 코요미가 구해주면서 남에게 말못할 센조가하라의 비밀이 드러나게 된다. 바로 몸무게가 보통사람에 비해 말이 안 될 정도로 가벼운 5kg대라는 것. 자신의 비밀을 들킨 센조가하라는 아라라기 코요미를 습격 - 입속에 커터칼과 스테이플러를 밀어넣고 자신에 대한 무관심과 무시를 요구한다. 하지만 자신을 돕겠다는 코요미의 제안을 결국 받아들이고 괴이전문가인 오시노 메메를 만나 문제를 해결한다.
그후 센조가하라는 『마요이 달팽이』 에피소드에서 코요미에게 "I love you."라고 고백하고 커플이 되었다. 센조가하라는 괴이에서 해방되고 하네카와에게 인격교정 프로그램을 이수받으면서 이상했던 성격을 많이 개선함과 동시에 하네카와에게 꼼짝 못하게 된다.
하치쿠지 마요이 (八九寺 真宵 하치쿠지 마요이[*])
성우 - 카토 에미리
두 번째 에피소드 '마요이 달팽이'의 당사자. 달팽이 괴이와 관련이 있는 소녀. 트윈테일의 초등학생으로 12세. 센조가하라 히타기와 관련된 괴이를 해결한 이후로 며칠 뒤, 아라라기 코요미는 어느 공원에서 센조가하라 히타기와 대화를 나누던중 하치쿠지와 만나게 되었다.
낯을 많이 가리며 말투는 정중하지만 어딘가 건방져 보인다. 아라라기를 부를 때 혀가 자꾸 꼬인다는 게 특징. 아라라기와 만날 때마다 성추행당한다(정작 본인은 그렇게 싫지 않은 듯).
칸바루 스루가 (神原 駿河 간바루 스루가[*])
성우 - 사와시로 미유키
세 번째 에피소드 '스루가 몽키'의 당사자. 원숭이(?) 괴이에 씌인 소녀. 아라라기의 한 학년 후배로 약소한 농구부를 전국체전급으로 끌어올린 장본인. 엄청나게 낙천적이고 시원시원한 성격. 하지만 특이취향이 뭉쳐있는 등 위험한 소녀이기도 하다. 아라라기에게 우수한 성적의 누군가가 같이 공부한다는 말을 듣자, 톱 성적의 하네카와 대신 톱클래스 성적의 센조가하라를 떠올리는 등 과거에 센조가하라와 무슨 일이 있었던 듯 하다.
센고쿠 나데코 (千石 撫子 센고쿠 나데코[*])
성우 - 하나자와 카나
네 번째 에피소드 '나데코 스네이크'의 당사자. 뱀 괴이에게 휘감긴 소녀. 아라라기의 동생 츠키히의 초등학교 시절 친구. 소심한 성격이다. 초등학교 시절대부터 코요미를 짝사랑하고 있었다.
하네카와 츠바사 (羽川 翼 하네카와 쓰바사[*])
성우 - 호리에 유이
다섯 번째 에피소드 '츠바사 캣'의 당사자. 고양이에게 매혹된 소녀. 안경에 양갈래로 땋은 머리 등 전형적인 반장 캐릭터. 품행도 방정하고 모든 성적이 우수하지만, 가족 관계는 조금 복잡하다. 다른 작품에서도 하나쯤은 흔히 등장할 법한 "천재 캐릭터". 그러나 정작 본인은 자신이 평범하다고 생각하는 듯 하다.
오시노 메메 (忍野 メメ 오시노 메메[*])
성우 - 사쿠라이 타카히로
학원의 폐허 빌딩에 무단으로 정착한 30대의 남성. 코요미와 그의 주변인에게 괴이의 대처법을 조언한다.
괴이를 조사하며 전국을 방랑하는 수수께끼의 인물. 수많은 괴이에 대해 자세하게 알고 있는 전문가이지만, 괴이 퇴치보다는 괴이와 인간의 밸런스 유지를 목적으로 하고 있다. "자신은 돕지 않는다. 상대가 멋대로 살아날 뿐"을 신조로 하고 있기 때문에, "도와 준다"라는 표현을 싫어해 "힘을 빌려 준다"고 한다. 사이키델릭한 알로하 셔츠에 더부룩한 머리로, 별로 볼 만하지 않은 모습을 하고 있다. 휴대 전화 사용법을 모를 정도로 기계치. 폐허 빌딩에서 시노부와 함께 살다가 <츠바사 캣>에서 마을을 떠나 이후에는 등장하지 않는다.
경박하고 잘 빈정거리는 성격으로, 농담이 끊어지지 않는다. 대화 상대가 공격적인 태도를 보일때는 "기운 차네, 뭔가 좋은 일이라도 있어?" 라고 말하는 버릇이 있다.
이전에는 신도계의 대학에 다녔다. 데이슈나 요츠루와는 대학시절의 동급생으로, 같은 써클에 속했다. 알로하 셔츠는 그 당시부터 입고 있던 것 같다.
키스샷 아세로라오리온 하트언더블레이드 / 오시노 시노부 ( Kissshot Arcerolaorion Heartunderblade[*] 忍野 忍 오시노 시노부[*])
성우 - 사카모토 마아야
오시노와 함께 다니는 금발의 여자 꼬마아이. 사실은 흡혈귀로서 아라라기의 숙주였으나 어떠한 일로 인해 힘을 잃고 어린 아이의 모습을 하고 있다. 본명은 키스샷 아세로라오리온 하트언더블레이드. 시노부(忍)라는 이름은 원래 이름이었던 "하트 언더 블레이드"에서 착안해서 오시노가 명명. 도넛을, 특히 골든 쵸콜릿과 폰데링을 좋아한다. 미스터 도넛을 너무 좋아해 "지금 이 자리에서 송곳니와 내 목소리에 맹세를 건다. 미스터 도넛이 존속하고 있는 한, 이 몸은 인류를 멸망시키지 않을 거다!" 라고 말하기도.
여담이지만, 바케모노가타리를 애니화하는 것으로 이야기되었을 때, 제작사에서 시노부의 성우로 발표한 것은 히라노 아야였다. 그러나 바케모노가타리에서는 시노부의 대사가 단 한마디도 없었고, 본격적으로 시노부가 대사를 하는 니세모노가타리에서는 성우가 사카모토 마아야로 변경되었다. 이 부분에 대해서 히라노 아야의 스캔들과 관련되었을 것이라는 추측이 넷상에 난무하고 있으나, 자세한 것은 밝혀진 바가 없다.
아라라기 카렌 (阿良々木 火憐 아라라기 가렌[*])
성우 - 키타무라 에리
코요미의 첫째 여동생.《가짜 이야기》의 첫 번째 에피소드 '카렌 비'의 당사자이다. 매일 저지를 입고 있으며 운동을 좋아한다. 츠키히와 함께 츠카노키 제 2 중학교의 파이어 시스터즈로 활동하고 있으며 실전을 담당하고 있다.
아라라기 츠키히 (阿良々木 月火 아라라기 쓰키히[*])
성우 - 이구치 유카
코요미의 둘째 여동생.《가짜 이야기》의 두 번째 에피소드 '츠키히 피닉스'의 당사자이다. 매일 기모노를 입고 있다. 카렌과 함께 츠카노키 제 2 중학교의 파이어 시스터즈로 활동하고 있으며 참모를 담당하고 있다.
센조가하라의 아버지 (戦場ヶ原の父 센조가하라 노 지치[*])
성우 - 타치키 후미히코
히타기의 부친으로 다섯 번째 에피소드 '츠바사 캣'에서 히타기의 부탁으로 아라라기와 히타기의 데이트를 도와준다. 이후 《고양이 이야기(백)》에서도 잠깐 등장한다.
드라마투르기 (ドラマツルギー 도라마 쓰루기[*])
《상처 이야기》의 에피소드 '코요미 뱀프'에서 등장하는, 키스샷의 오른쪽 다리를 빼앗은 흡혈귀 사냥꾼. 흡혈귀 사냥을 하는 흡혈귀이다. 흡혈귀의 변신 능력으로 자신의 몸의 일부를 바꾼 플랑베르주를 무기로 사용한다. 이름인 '드라마투르기'는 문학·드라마 예술의 '극작법(Dramaturgy)'에서 유래되었으며, 일본어 표기인 'ドラマツルギー'의 'ツルギ'는 검을 뜻하는 일본어이다.
에피소드 (エピソード 에피소도[*])
성우 - 이리노 미유
《상처 이야기》의 에피소드 '코요미 뱀프'에서 등장하는, 키스샷의 왼쪽 다리를 빼앗은 흡혈귀 사냥꾼. 뱀파이어 하프. 흡혈귀를 매우 싫어해 흡혈귀 사냥꾼을 하고 있다. 몸을 안개로 바꾸는 능력을 가지며 거대한 십자가를 무기로 사용한다. 이름인 '에피소드'는 'Episode'에서 유래되었으며, 일본어 표기인 'エピソード'의 'ソード'는 검을 뜻하는 영어 단어 'Sword'의 일본어식 표기이다.
기요틴 커터 (ギロチンカッター 기로친 갓타[*])
《상처 이야기》의 에피소드 '코요미 뱀프'에서 등장하는, 키스샷의 양팔을 빼앗은 흡혈귀 사냥꾼. 어느 종교의 대사교로 신부 같은 옷차림을 하고 있으며 항상 공손한 말로 이야기한다. 특정한 무기를 가지고 있지 않으나 흡혈귀 헌터 중에서는 제일 강하다. 이름인 '기요틴 커터'는 여러 장의 종이를 한번에 절단하는 작두 형태의 문서재단기(en:Paper cutter)의 명칭이며, 위의 흡혈귀 사냥꾼들과 마찬가지로 이름에 칼(검)을 뜻하는 '커터(Cutter)'가 들어가있다.
카이키 데이슈 (貝木 泥舟 가이키 데이슈[*])
성우 - 미키 신이치로
《가짜 이야기》의 첫 번째 에피소드 '카렌 비'의 등장인물. 아라라기 카렌에게 벌 괴이를 씌운 장본인이며, 근본적인 사기꾼으로 히타기가 만난 다섯 명의 사기꾼 중 첫 번째 사람이기도 하다. 오시노 메메와 카게누이 요츠루와 대학동기이며 같은 동아리 소속이었다.
카게누이 요츠루 (影縫 余弦 가게누이 요쓰루[*])
성우 - 시라이시 료코
《가짜 이야기》의 두 번째 에피소드 '츠키히 피닉스'의 등장인물. 관서지방 사투리를 쓰는 여자 음양사이며 불사신의 괴이를 전문으로 한다. 그러나 음양사라고는 해도, 주술보다는 주먹질이나 발차기 같은 것이 주특기인듯 하다. 작중에서는 종종 "폭력음양사"라는 별명으로 회자되곤 한다.
오노노키 요츠키 (斧乃木 余接 오노노키 요쓰키[*])
성우 - 하야미 사오리
《가짜 이야기》의 두 번째 에피소드 '츠키히 피닉스'의 등장인물. 소녀의 외관을 하고 있으나 인간은 아닌 존재. 요츠루를 언니라 부르며 잘 따른다. 말버릇은 "나는 가장 자신있는 얼굴로 그렇게 말했다." (그러나 가짜이야기 이후의 작품에서는 그 말버릇을 완전히 고치고, 평범하게 이야기한다.)
가엔 이즈코 (臥煙 伊豆湖 가엔 이즈꼬[*])
성우 - 유키노 사츠키
《고양이 이야기(백)》부터 등장하는 오시노 메메의 대학 선배. 칸바루 스루가의 이모이다. 오시노 메메 뿐만 아니라 카이키 데이슈, 카게누이 요츠루, 오노노키 요츠키, 테오리 타다츠루와도 잘 알고 있는 사이다. 작은 체구임에도 불구하고 커다란 야구모자와 XXL 사이즈의 티셔츠, 헐렁한 청바지를 입고 다니며 핸드폰을 5개나 들고 다닌다.
"나는 모르는게 없다" 라거나 "나는 뭐든지 알고 있다"라는 이야기를 당연하다는 듯 말하는 괴상한 인물. 실제로 <소설의 화자(話者)>에게 일어나는 사건에 대해서 누가 설명해주지 않았어도 모두 알고 있으며, 도리어 <소설의 화자(話者)>에게 조언을 해주기까지 한다.
오시노 오우기 (忍野 扇 오시노 오우기[*])
성우 - 미즈하시 카오리
《카부키모노가타리》부터 등장하는 수수께끼의 후배. 나이는 칸바루 스루가보다 한살 어린 고등학교 1학년이다. 사실상 모든 것이 수수께끼에 쌓여있으며, 심지어 남자인지 여자인지도 확실하지 않다. (그러나 모노가타리 시즌2 애니메이션을 통해, 여자라는 것이 거의 확실시되다시피 했다.)
그(그녀) 본인의 주장에 따르면 오시노 메메의 조카이며, 괴이와 관련된 가업(家業)을 이어받고 있다고 한다. 《오토리모노가타리》,《오니모노가타리》,《츠키모노가타리》에서 벌어진 일련의 사건에 있어서 흑막과도 같은 존재인 것으로 추측되나, 아직 밝혀진 바는 전혀 없다.
작중에 등장하는 것은 8월에 있었던 이야기를 다루는 《카부키모노가타리》부터지만, 실제로 그(그녀)가 코요미 일행과 만난 것은 《오와리모노가타리 中》이후이다.
누마치 로우카 (沼地 蠟花 누마치 로우카[*])
성우 - 아스미 카나
《하나모노가타리》에 등장하는 칸바루 스루가의 옛 (농구) 라이벌. 칸바루 스루가와는 다른 중학교 출신이었으며, 특기는 디펜스였다. 왼쪽다리를 다친 후로 선수생활을 그만두고 타인의 불행에 대한 이야기를 수집하는 이상한 취미를 반복해왔다. "악마님"이라는 별명으로 불행수집 활동을 하다가 우연히 칸바루 스루가와 만나게 된다.
테오리 타다츠루 (手折 正弦 테오리 타다쓰루[*])
성우 - 코야스 타케히토
《츠키모노가타리》에 등장하는 불사신 괴이를 전문으로 하는 인형사. 오시노 메메, 카이키 데이슈, 카게누이 요츠루와 대학시절 함께 어울리던 남자다. 요츠루와는 오노노키 요츠키의 소유권을 두고 싸움이 벌어져 크게 사이가 나빠지기도 했다. 작품 내에서 등장은 상당히 짧다. 거의 엑스트라라고 해도 될 정도.. 그러나 작품의 흐름상, 아라라기 코요미에게 "흑막"에 대한 단서를 제공한다는 측면에 있어서 큰 역할을 한다.
오이쿠라 소다치 (老倉 育 오이쿠라 소다치[*])
성우 - 이노우에 마리나
《오와리모노가타리 上》에 등장하는 시간상 첫 번째 히로인. 2년 전 아라라기와 같은 반이었으나 모종의 이유로 아라라기를 혐오하게 되었다. 아라라기의 인격형성에 지대한 영향을 미쳤고 작중 가장 불행한 인물로 그려진다.

## 소설
고단샤 발행. 일본에서 총 12권이 발매되었으며 계속 발매될 예정이다. 대한민국에서는 현정수가 번역을 맡아 파우스트 박스로 2010년 7월 30일에 괴물 이야기 상(上)권을 시작으로 계속 발매중이다
| 도서명                               | 발행일(日)       | 발행일(韓)      | ISBN                   | 수록화                                                                |
| ------------------------------------ | ---------------- | --------------- | ---------------------- | --------------------------------------------------------------------- |
| 괴물 이야기(상)《化物語(上)》        | 2006년 11월 1일  | 2010년 7월 30일 | ISBN 4-06-283602-5     | 히타기 크랩, 마요이 달팽이, 스루가 몽키                               |
| 괴물 이야기(하)《化物語(下)》        | 2006년 12월 1일  | 2010년 9월 17일 | ISBN 4-06-283607-6     | 나데코 스네이크, 츠바사 캣                                            |
| 상처 이야기《傷物語》                | 2008년 5월 7일   | 2011년 1월 25일 | ISBN 978-4-06-283663-0 | 코요미 뱀프                                                           |
| 가짜 이야기(상)《偽物語(上)》        | 2008년 9월 2일   | 2011년 11월 1일 | ISBN 978-4-06-283679-1 | 카렌 비                                                               |
| 가짜 이야기(하)《偽物語(下)》        | 2009년 6월 10일  | 2012년 1월 15일 | ISBN 978-4-06-283702-6 | 츠키히 피닉스                                                         |
| 고양이 이야기(흑)《猫物語(黑)》      | 2010년 7월 28일  | 2012년 5월 1일  | ISBN 978-4-06-283748-4 | 츠바사 패밀리                                                         |
| 고양이 이야기(백)《猫物語(白)》      | 2010년 10월 27일 | 2012년 11월 7일 | ISBN 978-4-06-283758-3 | 츠바사 타이거                                                         |
| 괴짜 이야기《傾物語》                | 2010년 12월 24일 | 2013년 4월 7일  | ISBN 978-4-06-283767-5 | 마요이 강시                                                           |
| 꽃 이야기《花物語》                  | 2011년 3월 31일  | 2013년 5월 7일  | ISBN 978-4-06-283771-2 | 스루가 데빌                                                           |
| 미끼 이야기《囮物語》                | 2011년 6월 30일  | 2013년 8월 7일  | ISBN 978-4-06-283776-7 | 나데코 메두사                                                         |
| 귀신 이야기《鬼物語》                | 2011년 9월 28일  | 2013년 9월 7일  | ISBN 978-4-06-283781-1 | 시노부 타임                                                           |
| 코이모노가타리《恋物語》             | 2011년 12월 22일 | 2015년 9월 8일  | ISBN 978-4-06-283792-7 | 히타기 엔드                                                           |
| 츠키모노가타리《憑物語》             | 2012년 9월 28일  |                 | ISBN 978-4-06-283812-2 | 요츠키 돌                                                             |
| 코요미모노가타리《曆語黑)》          | 2013년 5월 22일  |                 | ISBN 978-4-06-283837-5 | 코요미 스톤 외 다수                                                   |
| 오와리모노가타리 (상)《終物語 (上)》 | 2013년 10월 23일 |                 | ISBN 978-4-06-283857-3 | 오우기 포뮬러, 소다치 리들, 소다치 로스트                             |
| 오와리모노가타리 (중)《終物語 (中)》 | 2014년 1월 29일  |                 | ISBN 978-4-06-283861-0 | 시노부 메일                                                           |
| 오와리모노가타리 (하)《終物語 (下)》 | 2014년 4월 2일   |                 | ISBN 978-4-06-283868-9 | 마요이 헬, 히타기 랑데뷰, 오우기 다크                                 |
| 속·오와리모노가타리《続·終物語》     | 2014년 9월 18일  |                 | ISBN 978-4-06-283878-8 | 코요미 리버스                                                         |
| 오로카모노가타리《愚物語》           | 2015년 10월 5일  |                 | ISBN 978-4-06-283889-4 | 소다치 피아스코, 스루가 본헤드, 츠키히 언두                           |
| 와자모노가타리《業物語》             | 2016년 1월 15일  |                 | ISBN 978-4-06-283892-4 | 잔혹동화 아름다움 공주, 아세로라 보나페티, 카렌 오우거, 츠바사 슬리핑 |
| 나데모노가타리《撫物語》             | 2016년 예정      |                 |                        |                                                                       |
| 무스비모노가타리《結物語》           | 2016년 예정      |                 |                        |                                                                       |

## 드라마 CD
고댠사에서 발행.
- 햐쿠모노가타리 - 2009년 8월 3일 발매 (ISBN 978-4-06-215369-0)
  - 시간 상으로는 가짜 이야기 (하)권의 이후 시점이다.

### 내용
| 화 | 제목(한국어)   | 제목(일본어) | 화 | 제목(한국어) | 제목(일본어) | 화 | 제목(한국어) | 제목(일본어)       | 화 | 제목(한국어)     | 제목(일본어)     | 화  | 제목(한국어) | 제목(일본어) |
| -- | -------------- | ------------ | -- | ------------ | ------------ | -- | ------------ | ------------------ | -- | ---------------- | ---------------- | --- | ------------ | ------------ |
| 1  | 입학 시험      | 入学試験     | 21 | 등하교       | 登下校       | 41 | 도서실       | 図書室             | 61 | 발렌타인 데이    | バレンタインデー | 81  | 체육관       | 体育館       |
| 2  | 합격발표       | 合格発表     | 22 | 부 활동      | クラブ活動   | 42 | 여름 방학    | 夏休み             | 62 | 이동 교실        | 移動教室         | 82  | 기상 경보    | 気象警報     |
| 3  | 입학식         | 入学式       | 23 | 방과 후      | 放課後       | 43 | 겨울 방학    | 冬休み             | 63 | 칠판             | 黒板             | 83  | 청소 당번    | 掃除当番     |
| 4  | 교복           | 制服         | 24 | 사복         | 私服         | 44 | 봄방학       | 春休み             | 64 | 장래의 꿈        | 将来の夢         | 84  | 5월병        | 五月病       |
| 5  | 반 배정        | クラス分け   | 25 | 친구         | 友達         | 45 | 골든 위크    | ゴールデンウィーク | 65 | 러브 레터        | ラブレター       | 85  | 구기 대회    | 球技大会     |
| 6  | 주간 휴일 이틀 | 週休二日     | 26 | 휴대 전화    | 携帯電話     | 46 | 피난 훈련    | 避難訓練           | 66 | 수학여행         | 修学旅行         | 86  | 연애         | 恋愛         |
| 7  | 테스트         | テスト       | 27 | 문자         | メール       | 47 | 통지표       | 通知表             | 67 | 숙제             | 宿題             | 87  | 교무실       | 職員室       |
| 8  | 문과·이과      | 文系・理系   | 28 | 아르바이트   | アルバイト   | 48 | 마라톤 대회  | マラソン大会       | 68 | 도시락           | お弁当           | 88  | 조례         | 朝礼         |
| 9  | 국어           | 国語         | 29 | 텔레비전     | テレビ       | 49 | 문방구       | 文房具             | 69 | 수험 공부        | 受験勉強         | 89  | 학급회       | 学級会       |
| 10 | 수학           | 数学         | 30 | 라디오       | ラジオ       | 50 | 머리 모양    | 髪型               | 70 | 추천 입학        | 推薦入試         | 90  | 봉사 활동    | ボランティア |
| 11 | 사회           | 社会         | 31 | 체육복       | 体操服       | 51 | 반장         | 委員長             | 71 | 합창회           | 合唱会           | 91  | 소지품 검사  | 持ち物検査   |
| 12 | 영어           | 英語         | 32 | 수영장       | プール       | 52 | 불량         | 不良               | 72 | 담력 시험        | 肝試し           | 92  | 시험 공부    | テスト勉強   |
| 13 | 이과           | 理科         | 33 | 싸움         | 喧嘩         | 53 | 계단         | 階段               | 73 | 쉬는 시간        | 休み時間         | 93  | 복도         | 廊下         |
| 14 | 체육           | 体育         | 34 | 체육 대회    | 体育祭       | 54 | 괴담         | 怪談               | 74 | 출석 번호        | 出席番号         | 94  | 여행         | 旅行         |
| 15 | 보건 체육      | 保健体育     | 35 | 별명         | ニックネーム | 55 | 청춘         | 青春               | 75 | 문화제           | 文化祭           | 95  | 고백         | 告白         |
| 16 | 음악           | 音楽         | 36 | 탈의실       | 更衣室       | 56 | 옥상         | 屋上               | 76 | 임간 학교        | 林間学校         | 96  | 게시판       | 掲示板       |
| 17 | 서예           | 書道         | 37 | 신체 검사    | 身体測定     | 57 | 수업         | 授業               | 77 | 전학생           | 転校生           | 97  | 군것질       | 買い食い     |
| 18 | 미술           | 美術         | 38 | 출결         | 出欠         | 58 | 자리 바꾸기  | 席替え             | 78 | 학문             | 学問             | 98  | 스토브       | ストーブ     |
| 19 | 가정과         | 家庭科       | 39 | 학급 폐쇄    | 学級閉鎖     | 59 | 교과서       | 教科書             | 79 | 독서             | 読書             | 99  | 체육 창고    | 体育倉庫     |
| 20 | 교사           | 教師         | 40 | 보건실       | 保健室       | 60 | 오락실       | ゲームセンター     | 80 | 계절 옷 갈아입기 | 衣替え           | 100 | 졸업식       | 卒業式       |

- CD의 99트랙 중에서, 1트랙에는 <추억의 앨범>(思い出アルバム)이, 최종 트랙에는 <고마워요, 작별이네요>(ありがとうさようなら)가 있다. 이 두 곡은 일본의 졸업식에서 많이 부르는 노래이다
- 1. 입학 시험(入学試験)과 2. 합격 발표(合格発表), 44. 봄방학(春休み)와 45. 골든 위크(ゴールデンウィーク), 53. 계단(階段)과 54. 괴담(怪談)은 각각 하나의 트랙에 모여 있다.

## TV 애니메이션
2009년 7월 시즌에 샤프트에서 애니메이션으로 제작하여 BS 재팬, AT-X등 10여개 방송국에서 방영되었고, 한국에서는 애니플러스를 통해 동시방영되었다. 총 15화로 제작되며 한 분기에 12화만 방영할 수 있는 TV 애니메이션 특징상 12화까지는 TV로, 나머지 3화는 홈페이지에서 공개되었다. 니시오 이신 작가 특유의 대화체와 신보 아키유키 감독 특유의 연출기법이 조합되어 있는 것이 특징이다.

### 스태프
- 원작: 니시오 이신 〈괴물 이야기〉 (고단샤 BOX)
- 캐릭터 원안: VOFAN
- 감독: 신보 아키유키
- 시리즈 구성: 토우 후야시, 신보 아키유키
- 캐릭터 디자인·총작화 감독: 와타나베 아키오
- 시리즈 디렉터: 오이시 타츠야
- 비주얼 디렉터: 타케우치 노부유키
- 미술감독: 이이지마 토시하루
- 색채설계: 타키자와 이즈미
- 촬영감독: 에토 신이치로
- 음향감독: 츠루오카 오타
- 음악: 코사키 사토루
- 프로듀서: 이와카미  아츠히로, 하리우 마사유키, 쿠보타 미츠토시
- 애니메이션 제작: 샤프트
- 제작: 애니플렉스, 고단샤, 샤프트
- 차회예고각본: 니시오 이신
- 차회예고작화: 하리타마 히로키

### 주제가
여는 곡 〈staple stable〉
작사: meg rock
작곡·편곡: 코사키 사토루
노래: 센조가하라 히타기 (사이토 치와)
여는 곡 〈帰り道〉(돌아가는 길)
작사: meg rock
작곡·편곡: 코사키 사토루
노래: 하치쿠지 마요이 (카토 에미리)
여는 곡 〈ambivalent world〉
작사: meg rock
작곡·편곡: 코사키 사토루
노래: 칸바루 스루가 (사와시로 미유키)
여는 곡 〈恋愛サーキュレーション〉(연애 circulation)
작사: meg rock
작곡·편곡: 코사키 사토루
노래: 센고쿠 나데코 (하나자와 카나)
여는 곡 〈sugar sweet nightmare〉
작사: meg rock
작곡·편곡: 코사키 사토루
노래: 하네카와 츠바사 (호리에 유이)
닫는 곡 〈君の知らない物語〉 (당신이 모르는 이야기)
작사·작곡·편곡: ryo
노래: supercell (공식 사이트에서는 nagi로 표기함) (Sony Music Records)

### OP·ED 목록
오프닝 애니메이션
| 사용된 화                                    | 사용된 곡                                     | 감독            | 작화 감독       |
| -------------------------------------------- | --------------------------------------------- | --------------- | --------------- |
| 제2, 6, 7, 11, 12화 DVD·Blu-ray판 1, 2, 12화 | 〈staple stable〉                             | 오이시 타츠야   | 와타나베 아키오 |
| 제4화 DVD·Blu-ray판 3, 4, 5화                | 〈帰り道〉 (돌아가는 길)                      | 이타가키 신     | 다나카 하루카   |
| 제8화 DVD·Blu-ray판 6, 7, 8화                | 〈ambivalent world〉                          | 스즈키 토시마사 | 와타나베 아키오 |
| 제10화 DVD·Blu-ray판 9, 10화                 | 〈恋愛サーキュレーション〉 (연애 circulation) | 오오누마 신     | 와타나베 아키오 |
| 제14화 DVD·Blu-ray판 11, 13화                | 〈sugar sweet nightmare〉                     | 오이시 타츠야   | 와타나베 아키오 |

엔딩 애니메이션
| 사용된 화                     | 사용된 곡                                   | 제작                                 |
| ----------------------------- | ------------------------------------------- | ------------------------------------ |
| 제4, 6, 7, 9, 10, 11화 총집편 | 〈君の知らない物語〉 (당신이 모르는 이야기) | 우에다하지메 오이시 타츠야(연출협력) |

### 방영 목록
| 화수   | 부제(한국어)                | 부제(일본어)          | 각본            | 콘티                        | 연출                                                                                | 작화 감독 | 엔딩 일러스트                    |
| ------ | --------------------------- | --------------------- | --------------- | --------------------------- | ----------------------------------------------------------------------------------- | --- | -------------------------------- |
| 제1화  | 히타기 크랩, 그 첫 번째     | ひたぎクラブ 其ノ壹   | 키자와 유키토   | 타케우치 노부유키           | 미야모토 유키히로 오이시 타츠야                                                     | 와타나베 아키오 | VOFAN                            |
| 제2화  | 히타기 크랩, 그 두 번째     | ひたぎクラブ 其ノ貮   | 키자와 유키토   | 타케우치 노부유키           | 이타무라 토모유키                                                                   | 와타나베 아키오 스기야마 노부히로 이와사키 타이스케(협력) 미나카미 론도(협력) 무라카미 야스히토(협력)                                                                   | 시오미야 이루카 (シオミヤイルカ) |
| 제3화  | 마요이 달팽이, 그 첫 번째   | まよいマイマイ 其ノ壹 | 키자와 유키토   | 타케우치 노부유키           | 이타무라 토모유키                                                                   | 타케우치 노부유키 이와사키 타이스케(협력) 이토 요시아키(협력) 무라카미 야스히토(협력) 미나카미 론도(협력)                                                               | 코바야시 진                      |
| 제4화  | 마요이 달팽이, 그 두 번째   | まよいマイマイ 其ノ貮 | 키자와 유키토   | 타케우치 노부유키           | 토쿠모토 요시노부                                                                   | 키타사키 마사히로 타케우치 노부유키 스기야마 노부히로 이와사키 타이스케 무라카미 야스히토 미나카미 론도                                                                 | 요시카와 미키                    |
| 제5화  | 마요이 달팽이, 그 세 번째   | まよいマイマイ 其ノ參 | 키자와 유키토   | 타케우치 노부유키           | 미카모 요시히토                                                                     | 타케우치 노부유키 이와사키 타이스케(보좌) 무라카미 야스히토(보좌) 미나카미 론도(보좌) 시오츠키 카즈야(보좌)                                                             | 마시마 히로                      |
| 총집편 | 괴물 이야기 스페셜          | 化物語スペシャル      | 키자와 유키토   | 타케우치 노부유키           | 오이시 타츠야 미야모토 유키히로 이타무라 토모유키 토쿠모토 요시노부 미카모 요시히토 | 와타나베 아키오 스기야마 노부히로 타케우치 노부유키 이와사키 타이스케 무라카미 야스히토 미나카미 론도                                                                   | -                                |
| 제6화  | 스루가 몽키, 그 첫 번째     | するがモンキー 其ノ壹 | 키자와 유키토   | 후쿠다 미치오 오이시 타츠야 | 후쿠다 준 스즈키 토시마사(보좌)                                                     | 노다 메구미 타케모리 유카 이시다 케이이치 야츠시로 키미코 스기야마 노부히로(보좌) 타케우치 노부유키(보좌)                                                               | 에리사와 세이코                  |
| 제7화  | 스루가 몽키, 그 두 번째     | するがモンキー 其ノ貮 | 나카모토 무네오 | 오이시 타츠야               | 스즈키 토시마사 이타무라 토모유키(협력)                                             | 스기야마 노부히로 이와사키 타이스케(협력) 미나카미 론도(협력) | 코게돈보* (こげどんぼ*)          |
| 제8화  | 스루가 몽키, 그 세 번째     | するがモンキー 其ノ參 | 나카모토 무네오 | 후쿠다 미치오 오이시 타츠야 | 오이시 타츠야 스즈키 토시마사(협력) 이타무라 토모유키(협력)                         | 와타나베 아키오 스기야마 노부히로(보좌) 이와사키 타이스케(보좌) 미나카미 론도(보좌) 무라카미 야스히토(보좌)                                                             | 히카와 헤키루                    |
| 제9화  | 나데코 스네이크, 그 첫 번째 | なでこスネイク 其ノ壹 | 나카모토 무네오 | 스기야마 노부히로           | 오오누마 신 오이시 타츠야(협력)                                                     | 타케모리 유카 하세카와 타카오 이시다 케이이치 야츠시로 키미코 노다 메구미 스기야마 노부히로(협력) 타케우치 노부유키(협력) 이와사키 타이스케(협력) 미나카미 론도(협력)   | 쿄우 마치코                      |
| 제10화 | 나데코 스네이크, 그 두 번째 | なでこスネイク 其ノ貮 | 나카모토 무네오 | 나카모토 무네오             | 오오누마 신                                                                         | 와타나베 아키오 | 아키만 (あきまん)                |
| 제11화 | 츠바사 캣, 그 첫 번째       | つばさキャット 其ノ壹 | 키자와 유키토   | 이타무라 토모유키           | 이타무라 토모유키                                                                   | 와타나베 아키오 스기야마 노부히로 타케우치 노부유키(협력) 이토 요시아키(협력) 미나카미 론도(협력) 이와사키 타이스케(협력) 나오타니 타카시(협력) 무라카미 야스히토(협력) | 니시지마 다이스케                |
| 제12화 | 츠바사 캣, 그 두 번째       | つばさキャット 其ノ貮 | 키자와 유키토   | 이타무라 토모유키           | 오이시 타츠야 스즈키 토시마사                                                       | 와타나베 아키오 | 우에다하지메 (ウエダハジメ)      |
| 제13화 | 츠바사 캣, 그 세 번째       | つばさキャット 其ノ參 | 키자와 유키토   | 스즈키 토시마사             | 스즈키 토시마사                                                                     | 와타나베 아키오 스기야마 노부히로 이토 요시아키 이와사키 타이스케 미나카미 론도                                                                                         | 나데시코 린                      |
| 제14화 | 츠바사 캣, 그 네 번째       | つばさキャット 其ノ肆 | 키자와 유키토   | 이타무라 토모유키           | 이타무라 토모유키                                                                   | 이시마루 켄이치 와타나베 아키오 이와사키 타이스케 | 나카무라 히카루                  |
| 제15화 | 츠바사 캣, 그 다섯 번째     | つばさキャット 其ノ伍 | 키자와 유키토   | 오이시 타츠야               | 오이시 타츠야                                                                       | 와타나베 아키오 이와사키 타이스케 | 와타나베 아키오                  |

### WEB 라디오
애니메이션 공식 사이트의 메뉴《아토가타리》(あとがたり)에서 방영되고 있다. 소설 등에 있는 후기와 같이, 방송이 종료된 에피소드에 대해서 연기한 성우가 내용에 대해 말하는 프로그램이다. 청취자의 엽서나 메일 사연은 받지 않는다.
방영 목록
| 화    | 부제(한국어)          | 부제(일본어)         | 사회자                        |
| ----- | --------------------- | -------------------- | ----------------------------- |
| 제1회 | 〈히타기 크랩〉편     | 〈ひたぎクラブ〉篇   | 카미야 히로시 / 사이토 치와   |
| 제2회 | 〈마요이 달팽이〉편   | 〈まよいマイマイ〉篇 | 카미야 히로시 / 카토 에미리   |
| 제3회 | 〈스루가 몽키〉편     | 〈するがモンキー〉篇 | 사이토 치와 / 사와시로 미유키 |
| 제4회 | 〈나데코 스네이크〉편 | 〈なでこスネイク〉篇 | 카미야 히로시 / 하나자와 카나 |
| 제5회 | 〈츠바사 캣〉편       | 〈つばさキャット〉篇 | 카미야 히로시 / 호리에 유이   |

### DVD·Blu-ray
한정판은 와타나베 아키오의 특전 일러스트 디지팩이며 각 에피소드의 오프닝 테마,〈아토가타리 완전판〉을 수록한 CD와 니시오 이신 각본의 등장 인물 본인의 의한 〈오디오 코멘터리〉가 포함된다.
1. 제1권 히타기 크랩 (2009년 9월 30일 발매)
2. 제2권 마요이 달팽이 (2009년 10월 28일 발매)
3. 제3권 스루가 몽키 (2009년 11월 25일 발매)
4. 제4권 나데코 스네이크 (2010년 1월 27일 발매)
5. 제5권 츠바사 캣 (상) (2010년 2월 24일 발매)
6. 제6권 츠바사 캣 (하) (2010년 7월 28일 발매)